# Дёмин, Георгий Иванович
Георгий Иванович Дёмин (25 ноября [7 декабря] 1889, Санкт-Петербург — неизвестно) — российский борец греко-римского стиля и тяжелоатлет. Участник летних Олимпийских игр 1908 года.

## Биография
Георгий Дёмин родился 7 декабря (25 ноября по старому стилю) 1889 года в городе Санкт-Петербург. 
Окончил 3-ю классическую гимназию. Учился в Петербургском университете сначала на юридическом, затем на физико-математическом факультете. По состоянию на 1908 год был студентом.
Занимался гимнастикой, теннисом, греблей. В 1905 году увидел в цирке Чинизелли борцовский поединок Ивана Поддубного и француза Поля Понса, после чего увлёкся борьбой и тяжёлой атлетикой.
С 1905 года занимался греко-римской борьбой в эстонском атлетическом обществе «Калев» в Санкт-Петербурге, затем в Петербургском атлетическом обществе. В 1906 и 1907 годах победил в состязаниях борцов лёгкого веса на призы графа Рибопьера.
В 1908 году вошёл в состав сборной России на летних Олимпийских играх в Лондоне. В весовой категории до 73 кг в 1/8 финала решением судей проиграл Акселю Франку из Швеции.
Трижды выигрывал медали чемпионата России по тяжёлой атлетике. В 1907 году завоевал бронзу, подняв 719 кг в сумме девятиборья (толкание, выжимание и вырывание правой, левой и двумя руками), получив также специальный приз как участник лёгкого веса (его вес составлял 65,4 кг). В 1908 году стал серебряным призёром (709 кг), в 1910 году — бронзовым (661,8 кг). Был секретарём на чемпионате России 1912 года.
В 1912 году завоевал серебряную медаль на первенстве Санкт-Петербурга по борьбе в тяжелом весе.
Преподавал французскую борьбу в гимназии Императорского человеколюбивого общества.
В марте 1914 года уехал в Италию учиться пению и не смог вернуться в Россию.
По состоянию на 13 июля 1955 года жил в ливийском городе Триполи.
Дата смерти неизвестна.